# 西垣昭
西垣 昭（にしがき あきら、1929年（昭和4年）10月30日 - 2021年（令和3年）7月13日）は、日本の大蔵官僚。元大蔵事務次官。位階は従三位。娘は石川県副知事の西垣淳子。
大蔵事務次官時代、消費税創設を盛り込んだ税制改革関連法の成立に尽力した。

## 略歴
- 1929年（昭和4年）10月：兵庫県豊岡市生まれ。
- 1953年（昭和28年）3月：東京大学法学部第1類（私法コース）卒業[1]。
- 1953年（昭和28年）4月：大蔵省入省（大臣官房文書課）。
- 1955年6月：大臣官房文書課調査主任。
- 1955年7月：関東財務局理財部金融課。
- 1956年4月：関東財務局理財部金融課金融検査官。
- 1957年10月：大蔵省為替局総務課調査主任。
- 1958年10月：外務省在タイ日本国大使館外交官補。
- 1960年4月：外務省在タイ日本国大使館三等書記官。
- 1962年1月：大蔵省為替局外資課課長補佐。
- 1964年6月：大蔵省国際金融局外資課課長補佐兼国際金融局為替検査官。
- 1964年7月：大蔵省大臣官房秘書課長補佐。
- 1966年（昭和41年）8月：大蔵省主計局主計官補佐（建設係主査）。
- 1968年（昭和43年）7月：大蔵省主計局主計官補佐（通産第一係、通産第二係主査）。
- 1970年（昭和45年）7月：主計局調査課予算科学分析室長。
- 1971年（昭和46年）6月：佐藤内閣総理大臣秘書官。
- 1972年（昭和47年）7月：大蔵省主計局給与課長。
- 1974年（昭和49年）7月：大蔵省主計局主計官（建設・公共事業担当）。
- 1977年（昭和52年）6月：大蔵省大臣官房秘書課長。
- 1979年（昭和54年）7月10日：大蔵省主計局次長（末席）。
- 1980年（昭和55年）6月17日：大蔵省主計局次長（次席）（外務、経済協力、通商産業、地方財政、補助金、大蔵、文部、科学技術、文化を担当）[2]。
- 1981年（昭和56年）6月26日：大蔵省主計局次長（筆頭）。
- 1982年（昭和57年）6月1日：経済企画庁長官官房長。
- 1983年（昭和58年）6月7日：大蔵省理財局長。
経済企画庁の長官官房長から本省に戻る際に松下康雄が事務次官を2年続投したことにより、主計局長、大臣官房長も留任。ポストに空きが無かったため、理財局長で待機していた[3]。
- 1984年（昭和59年）6月27：大蔵省大臣官房長。
西垣以前で局長経験者が大臣官房長に就任した例は理財局長から就任した石田正と国際金融局長から就任した松川道哉の2例だけだった[3]。西垣以降は篠沢恭助、丹呉泰健、勝栄二郎らが西垣同様、理財局長から大臣官房長に就任している。
- 1986年（昭和61年）6月10日：大蔵省主計局長兼会計事務職員研修所長[4]。
- 1988年（昭和63年）6月15日：大蔵事務次官。
- 1989年（平成元年）7月：社団法人研究情報基金理事長。
- 1990年（平成2年）5月：海外経済協力基金総裁。
- 2002年（平成14年）6月：東海東京証券株式会社監査役。
- 2002年（平成14年）9月：東京電力株式会社顧問。
- 2003年（平成15年）11月3日：瑞宝大綬章受章[5]。
- 2021年（令和3年）7月13日：老衰のため死去[6]。91歳没。死没日をもって従三位に叙される[7]。

## 同期
旧大蔵省同期入省者（昭和28年新制入省組）には、梅沢節男（公正取引委員会委員長、国税庁長官、主税局長）、石川周（常陽銀行会長・頭取、国土事務次官、造幣局長）、矢崎新二（防衛事務次官）、酒井健三（国際金融局長、国税庁次長）、垂水公正（アジア開発銀行総裁、関税局長）、大竹宏繁（経済企画事務次官、経済企画審議官）、今永伸二（駐英公使）などがいる。
昭和28年旧制入省組には、吉野良彦、水野繁、津島雄二、大場智満、宮本保孝などがいる。

## その他役職
- 財団法人佐藤栄作記念国連大学協賛財団理事長。
- 財団法人オイスカ理事。
- 財団法人日本糖尿病財団理事。
- 財団法人地球市民財団理事。
- 財団法人痛風研究会評議員。
- 財団法人日本システム開発研究所評議員。